# 8988 Hansenkoharcheck
8988 Hansenkoharcheck este o planetă minoră (asteroid), cu un diametru de 15,643 km, din centura de asteroizi. A fost descoperită pe 25 iunie 1979 la Observatorul Siding Spring de Eleanor F. Helin și a fost numită după Candice Hansen-Koharcheck⁠(d). 
Obiectul prezintă o orbită caracterizată de o semiaxă mare de 3,4000067 UAi, o excentricitate de 0,2128525, o înclinație de 4,15799 ° în raport cu ecliptica.